# R.O.D the TV
R.O.D -THE TV- é um anime que faz parte da franquia Read or Die, adaptado para TV com 26 episódios, animada pelo J.C.Staff e produzido pela Aniplex, dirigido por Koji Masunari e roteirizado por Hideyuki Kurata, sobre as aventuras das três irmãs Papermasters, Michelle, Maggie e Anita, que se tornaram guarda-costas de Nenene Sumiregawa, uma escritora japonêsa famosa. Com música por Taku Iwasaki, a série é uma continuação dos OVAs de Read or Die. Seu título oficial de ROD-THE TV é um pega-acrônimo todos referentes à inclusão de personagens de ambos as séries de Read or Die Light novel, OVA e o mangá Read or Dream, que gira exclusivamente em torno das Irmãs Papermasters. O material promocional para ROD-THE TV-implica que a série gira em torno das três irmãs do mangá Read or Dream, porém, Nenene Sumiregawa de Read or Die também é considerada uma protagonista nessa série.
ROD-THE TV-primeiro estreou no Japão em 1 de Outubro de 2003 e terminou 16 de Março de 2004 em pay-per-view de televisão por satélite plataforma SKY PerfecTV!. Mais tarde, foi exibido por toda a televisão terrestre pela Fuji Television em 15 de Outubro de 2003 a 18 de Março de 2004. A série mediu um total de 26 episódios, e foi transmitido mundialmente pela anime de televisão por satélite da rede, Animax. Já no Brasil, a série foi exibida em Maio de 2008 no canal pago Animax Brasil.
A série foi distribuído em DVD na América do Norte pela Geneon, em sete discos, a empresa terminou lançando a série no Verão de 2005. Aniplex da América vai voltar a liberar o original Read or Die e episódios da série de televisão sobre o Blu-ray no inverno de 2010/2011.

## Sinopse
A série começa em 2006, cinco anos após o incidente dos "I-Jin" detalhado em Read or Die (OVA). Yomiko Readman (também conhecido como "The Paper", uma agente da "Biblioteca Britânica: Divisão de Operações Especiais") esta supostamente desaparecida, e Nenene Sumiregawa, sua ex-aluna e sua melhor amoga, ainda está em Tóquio, depois que seus pais se mudaram para os Estados Unidos. Nenene não tenha escrito um livro desde que Yomiko desapareceu, ela tornou-se solitária e frustrada por sua Sensei nunca ter lido seu último livro, e ela sente que não pode escrever de novo até que ela ouça a reação Yomiko ao ler o livro, por isso muitas vezes Nenene desaparece por longos períodos de tempo procurando Yomiko.
Durante sua viagem a Hong Kong, Nenene conhece e encontra as três irmãs Papermasters, Michelle, Maggie e Anita (as protagonistas do mangá Read or Dream), que devem cuidar dela durante a visita. No entanto, o hotel em que Nenene deveria ficar havia sido bombardeado, e em uma conferência de imprensa Nenene é brevemente mantida como refém por um escritor invejoso. As três irmãs acabam por se tornar suas guarda-costas e a acompanham de volta para Tóquio.
Cada irmã tem habilidades de manipulação de papel semelhante a Yomiko, embora significativamente menos potente e mais concentrada no espaço. Depois da aventura inicial repleto de ação, os primeiros episódios vários assumir a sensação de uma comédia Casal ímpar que se concentra na tensão entre Nenene e as irmãs, que se mudam para o apartamento dela e de trocas de cima dela, ao mesmo tempo devem lidar com vários malucos e psicopatas em suas vidas cotidianas. As irmãs também realizar trabalhos estranhos como agentes da Dokusensha (aparentemente uma editora chinesa, porem uma organização Illuminati tipo orientados para a recolha de documentos raros e poderosos). Isso acabou por coloca-las e Nenene em conflitos diretos com a Biblioteca Britânica e os protagonistas de Read or Die (Dokusensha é uma organização que ser rivalizar com a Biblioteca Britânica, com no mangá Read or Die).
Eventos crescem mais graves como a série progride quando atrocidades são cometidas por ambos os lados, empurrando os personagens principais no meio de um conflito entre as duas superpotências literárias, a Biblioteca Britânica e a Dokusensha, que ambas tentar recolher artefatos antigos (livros, é claro) para controlar o mundo inteiro e até reescrever a história da humanidade. Depois de uma colisão terrível entre as duas superpotências, Nenene e as Irmãs de papel devem encontrar Yomiko (a protagonista de Read or Die) para saber a verdade sobre o conflito e salvar o mundo do terrorismo literário.